# Joachim Paul Assböck
Joachim Paul Assböck (* 26. Oktober 1965 in Köln) ist ein deutscher Film- und Theaterschauspieler.

## Leben
Joachim Paul Assböck absolvierte 1986 das Abitur auf dem Gymnasium Kreuzgasse und genoss von 1988 bis 1992 seine Schauspielausbildung am Max Reinhardt Seminar in Wien und war in weiterer Folge von 1992 bis 1994 auch als Lehrbeauftragter an jenem Institut tätig. 1993 feierte er in Steven Spielbergs Film Schindlers Liste, in welchem er als Klaus Tauber zu sehen war, sein Debüt als Schauspieler.
Assböck arbeitete sich von da an stets auf der Karriereleiter empor und stand so in Fernsehserien, darunter Nikola, Unser Charly und Balko ebenso vor der Kamera, wie in internationalen Kinofilmen, darunter 1997 in Hostile Waters – Fahrwasser des Todes und 2002 in Der Pianist sowie 2008 in einer kleinen Rolle in Der Baader Meinhof Komplex. Markant ist seine Rollenauswahl: Überwiegend hat Assböck Polizisten, Schurken oder auch NS-Militäroffiziere verkörpert.
Parallel zu seinen Film- und Fernsehauftritten steht er auch auf Theaterbühnen, darunter neben dem Brandenburger Klostersommer auch am Théâtre de Capucins in Luxemburg.
Von der Premiere 2011 bis Januar 2016 war er im Musical Hinterm Horizont in den Rollen des Dr. Werner/Prof. Schauerlich, Vater/Eddy Kante/Marko alt, Stasi Krause und als Minister zu sehen.
Heute lebt er in Berlin.

## Filmografie
- 1993: Schindlers Liste
- 1996: Der Venusmörder
- 1997: Tatort: Der Tod spielt mit (Fernsehreihe)
- 1997:  Willkommen in Köln
- 1997: Hostile Waters – Fahrwasser des Todes
- 1999: Ein starkes Team: Die Natter (Fernsehfilm)
- 2000: Null Uhr 12
- 2001: The Musketeer
- 2001: The Lost Battalion – Zwischen allen Linien
- 2001: Der Pianist (The Pianist)
- 2003: In aller Freundschaft – Ganz oder gar nicht
- 2005: Die Luftbrücke – Nur der Himmel war frei
- 2007: Three Girls (3 Girls)
- 2007: Asudem
- 2007: Das Massaker von Katyn (Katyń)
- 2007: TRUST.Wohltat
- 2007: Tatort: Die dunkle Seite
- 2008: Die Tränen meiner Mutter
- 2008: Die Lüge
- 2008: Evet, ich will!
- 2008: Gott schützt die Liebenden
- 2008: Der Alte – Folge 327: Die Nacht kommt schneller als du denkst
- 2009: Liebling, weck die Hühner auf
- 2010: Joanna
- 2010: Tatort: Borowski und eine Frage von reinem Geschmack
- 2011: Wer wenn nicht wir
- 2011: Lidice[2]
- 2011: Anonymus
- 2013: In Your Dreams (Fernsehserie, 1 Folge)
- 2012: SOKO Köln – Aus dem Gleichgewicht
- 2014: Alarm für Cobra 11 – Die Autobahnpolizei – Die dunkle Seite
- 2014: Perevodchik (Переводчик)[3]
- 2015: SOKO Stuttgart – Ausgebremst
- 2016: Zwei verlorene Schafe
- 2016: Operation Naked (Fernsehfilm)
- 2017: Alarm für Cobra 11 – Die Autobahnpolizei – Die verlorenen Kinder
- 2017: Babylon Berlin (Fernsehserie)
- 2018: Die Heiland – Wir sind Anwalt – Wenn du mich liebst
- 2018: Notruf Hafenkante – Freitag, der 13.
- 2019: Ein ganz normaler Tag
- 2020: Charlatan
- 2022: In aller Freundschaft – Therapieerfolge
- 2022: Gute Zeiten, schlechte Zeiten (eine Folge)
- 2022: Die Drei von der Müllabfuhr – (K)eine saubere Sache

## Theater
- 2006: Zeit der Hoffnung (Müritz-Saga), als Landvogt Quadde
- 2007: Unter dem Hexenhammer (Müritz-Saga), als Fürst von Ollrogge
- 2011: Hinterm Horizont, als Dr. Werner/Prof. Schauerlich, Vater/Eddy Kante/Marko alt, Stasi Krause und Minister

## Preise
- Deutscher Schauspielerpreis 2014 in der Kategorie „Bestes Ensemble TV-Serie“ Weissensee
- Golden Duck (Zlota Kaczka), Best Actor, 2011, nominiert für seine Rolle als Major Wiettenbach in dem Film Joanna